# Ludwig Stössel
Ludwig Stössel (Lockenhaus, Áustria, 12 de fevereiro de 1883 — Los Angeles, Estados Unidos, 29 de janeiro de 1973) foi um ator austríaco, cuja carreira começou nos anos 1920, ainda na época dos filmes mudos, e chegou à década de 1960.

## Filmografia parcial
- Katharina Knie (1929)
- A Student's Song of Heidelberg (1930)
- The Man I Married (1940)
- Hers to Hold (1943)
- The Climax (1944)
- Dillinger (1945)
- The Merry Widow (1952)
- Call Me Madam (1953)
- The Sun Shines Bright (1953)
- Me and the Colonel (1958)
- From the Earth to the Moon (1958)
- The Blue Angel (1959)
- G.I. Blues (1960)